# Erdei szálkaperje
Az erdei szálkaperje (Brachypodium sylvaticum) az egyszikűek (Liliopsida) osztályának perjevirágúak (Poales) rendjébe, ezen belül a perjefélék (Poaceae) családjába tartozó faj.

## Előfordulása
Az erdei szálkaperje Európa nagy részének mérsékelt övi területein megtalálható, de Ázsiában és Északnyugat-Afrikában is előfordul. Észak-Amerikába betelepítették, de itt inváziós fajnak bizonyult.

## Alfaja
- Brachypodium sylvaticum subsp. glaucovirens Murb.

## Megjelenése
Az erdei szálkaperje évelő, többé-kevésbé sűrű, bokros növekedésű, 60-120 centiméter magas erdei fű. Szárán 4-5 csomó található, a szár a csomókon és azok közelében gyengén pelyhes szőrű, egyébként kopasz. A levélhüvelyek laza, borzas szőrűek. A levéllemezek alsó részükön a legszélesebbek (4-12 milliméter), hosszan kihegyesedők, válluk felé keskenyedők, szőrösek, puhák, üstökszerűen visszahajlók. A levélnyelvecske tompa. Összetett kalászvirágzata elhajló, bókoló. A kalászkák 6-15 virágúak, kissé összenyomottak, szélesebb oldaluk a virágzati tengely felé néz. A toklász hosszú szálkás. A kalászka felső szálkái legalább olyan hosszúak, mint a toklász.

## Életmódja
Az erdei szálkaperje árnyas, nyirkos lomberdők, ligetek, száraz tölgyesek, erdőszélek, üde, laza, tápanyagban gazdag talajokon nő.
A virágzási ideje július–augusztus között van.

## Képek

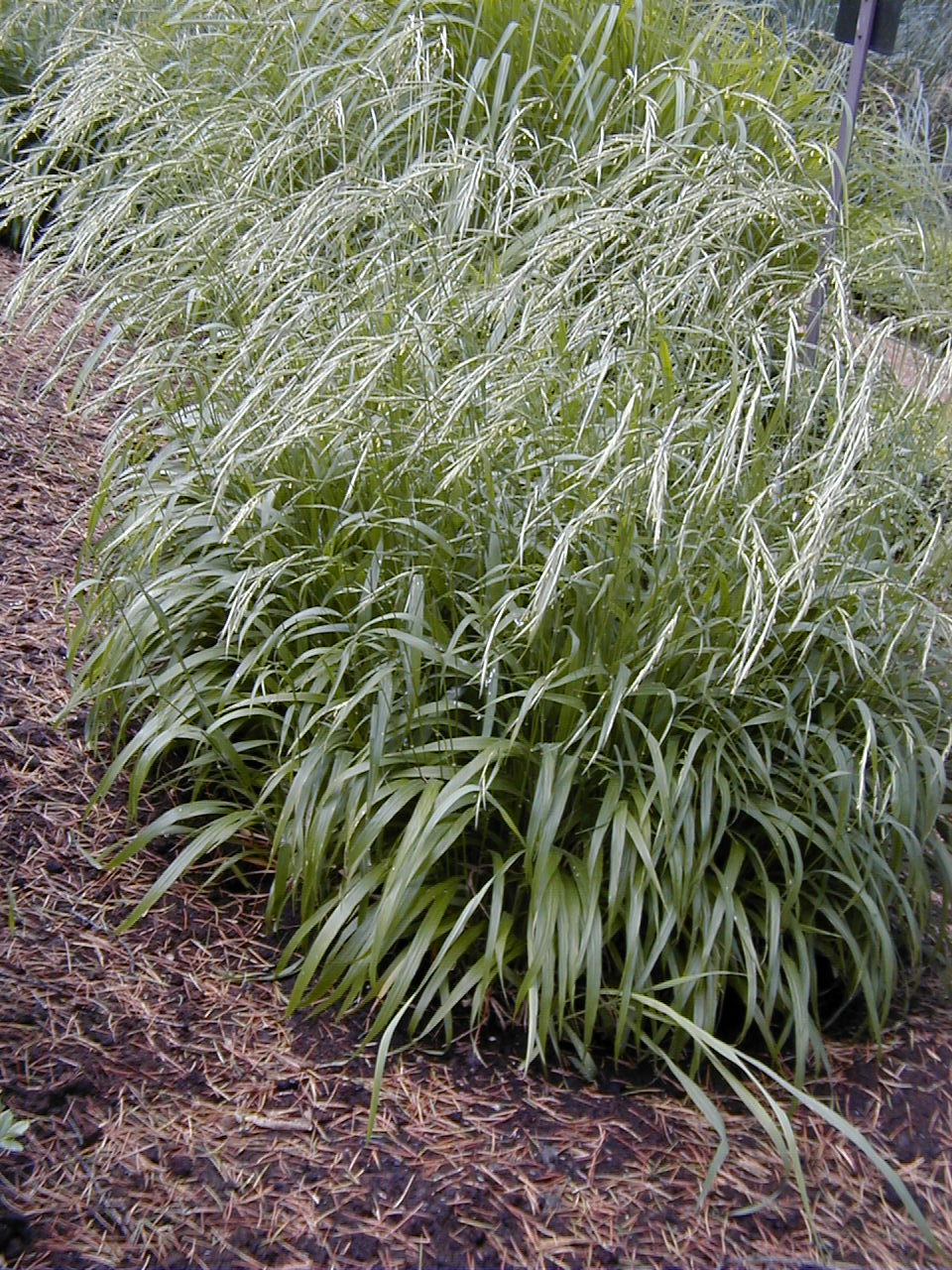
A növény
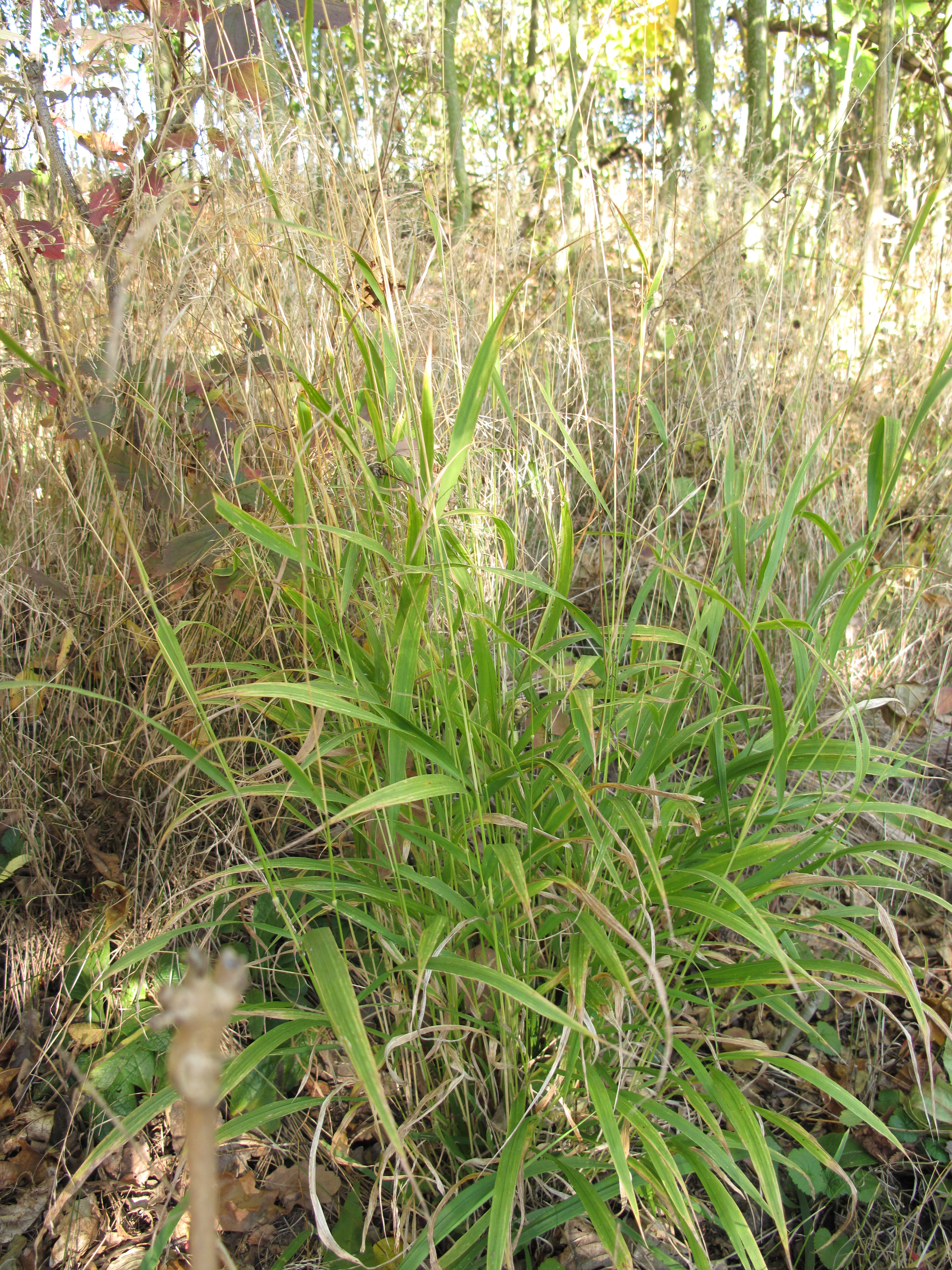
a természetes
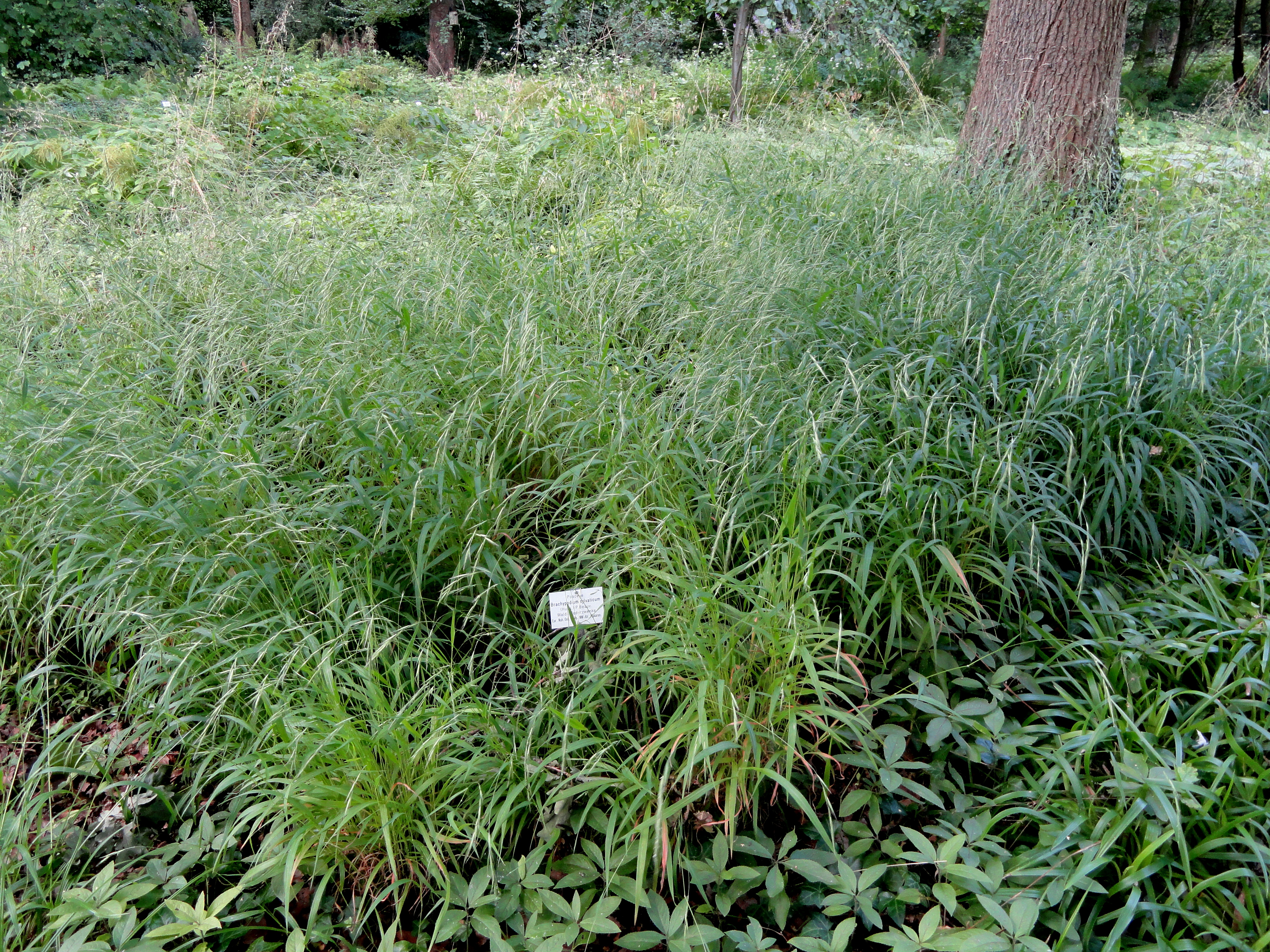
élőhelyén
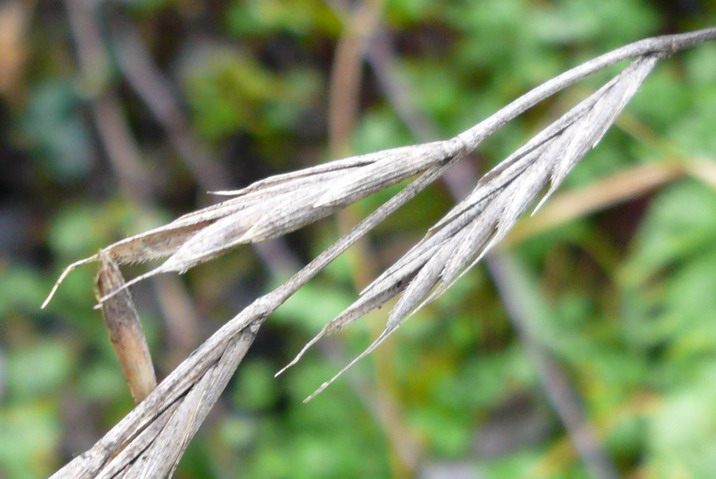
Termései
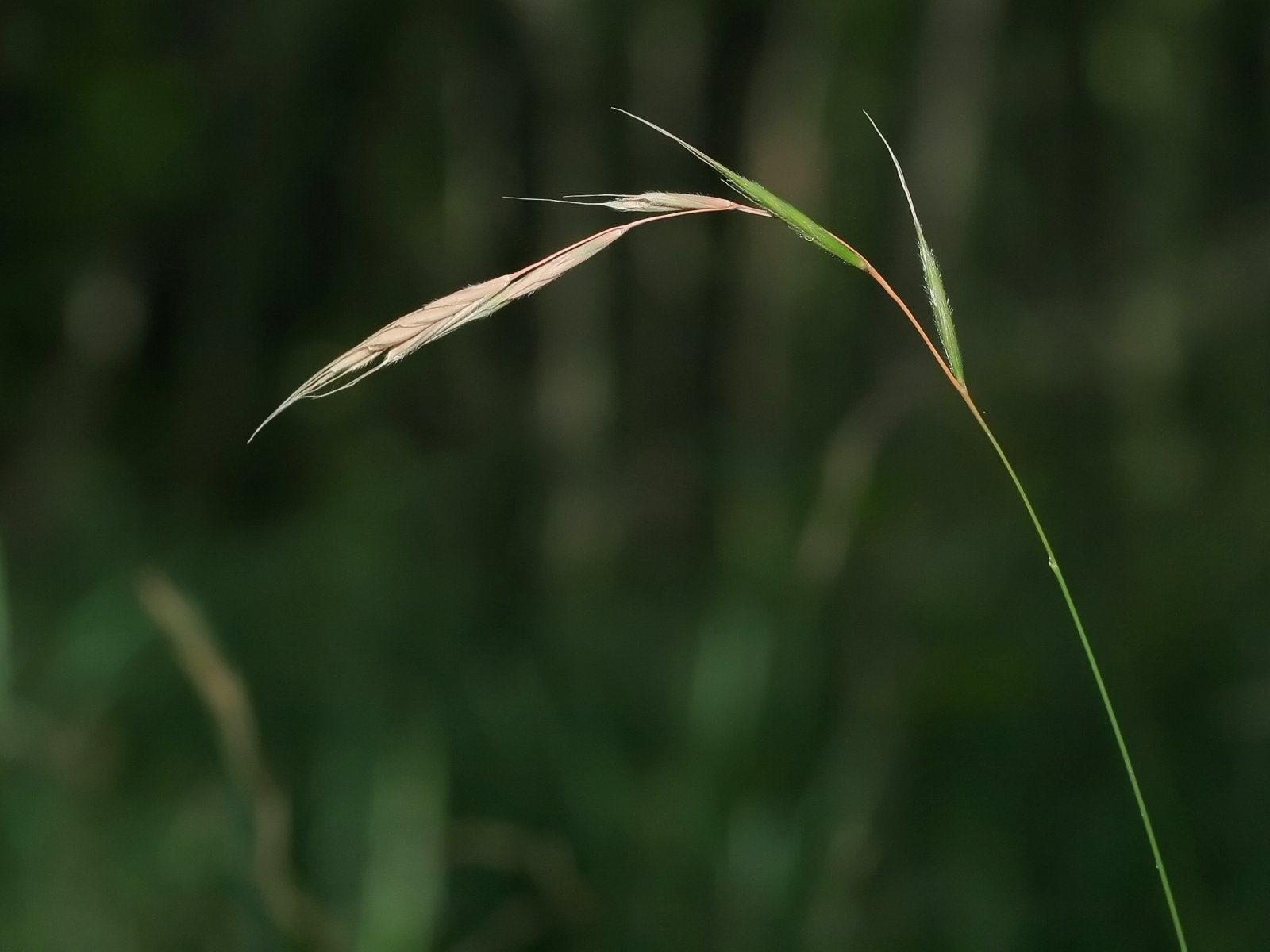
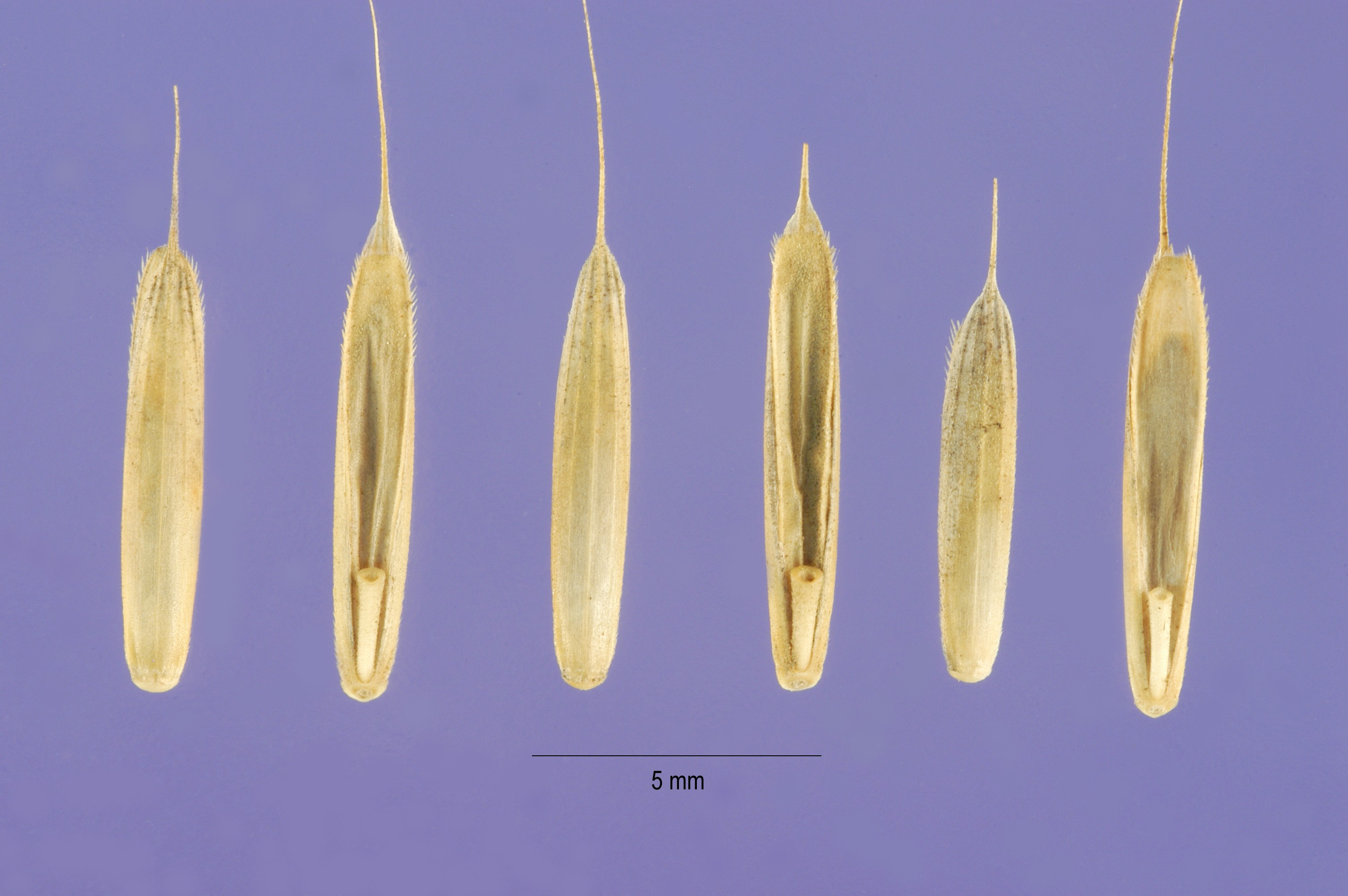
Felbontott termések, magokkal
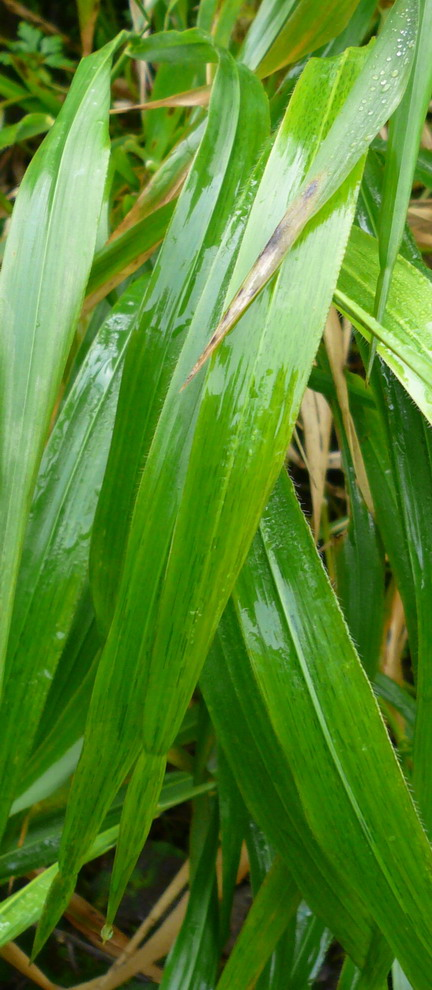
Levelei
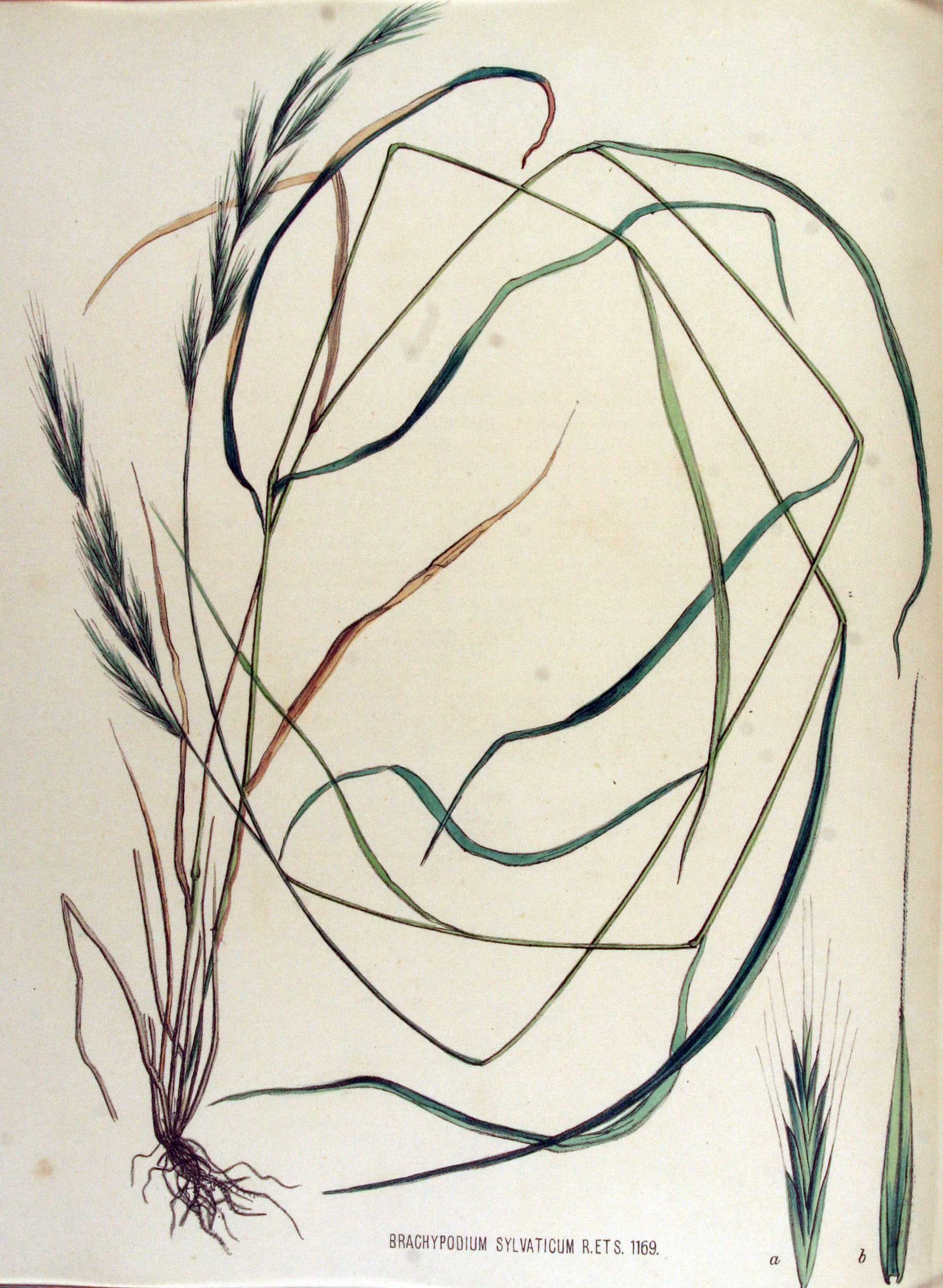
Rajz a növényről